# Saltos ornamentais no Campeonato Mundial de Esportes Aquáticos de 2015 - Trampolim 3 m individual masculino
A prova de trampolim 3 m individual masculino dos saltos ornamentais no Campeonato Mundial de Esportes Aquáticos de 2015 foi realizada entre os dias 30 de julho e 31 de julho em Cazã na Rússia.

## Calendário
| Fase       | Data        |
| ---------- | ----------- |
| Preliminar | 30 de julho |
| Semifinal  | 30 de julho |
| Final      | 31 de julho |

## Medalhistas
| Ouro          | Prata               | Bronze             |
| He Chao (CHN) | Ilya Zakharov (RUS) | Jack Laugher (GBR) |

## Resultados
Esses foram os resultados da competição.
| Pos.              | Saltador              | Nacionalidade        | Preliminar | Preliminar | Semifinal | Semifinal | Final  | Final |
| Pos.              | Saltador              | Nacionalidade        | Pontos     | Pos.       | Pontos    | Pos       | Pontos | Pos   |
| ----------------- | --------------------- | -------------------- | ---------- | ---------- | --------- | --------- | ------ | ----- |
| Medalha de ouro   | He Chao               | China                | 515.30     | 2          | 527.95    | 2         | 555.05 | 1     |
| Medalha de prata  | Ilya Zakharov         | Rússia               | 474.00     | 4          | 524.30    | 3         | 547.60 | 2     |
| Medalha de bronze | Jack Laugher          | Reino Unido          | 450.80     | 7          | 490.90    | 5         | 528.90 | 3     |
| 4                 | Cao Yuan              | China                | 517.40     | 1          | 540.80    | 1         | 523.95 | 4     |
| 5                 | Evgeny Kuznetsov      | Rússia               | 470.15     | 5          | 499.80    | 4         | 516.90 | 5     |
| 6                 | Rommel Pacheco        | México               | 430.10     | 11         | 483.15    | 7         | 508.15 | 6     |
| 7                 | Woo Ha-ram            | Coreia do Sul        | 423.80     | 13         | 450.90    | 12        | 491.50 | 7     |
| 8                 | Illya Kvasha          | Ucrânia              | 492.85     | 3          | 470.10    | 9         | 469.75 | 8     |
| 9                 | Ken Terauchi          | Japão                | 440.25     | 9          | 463.25    | 10        | 468.15 | 9     |
| 10                | Matthieu Rosset       | França               | 423.85     | 12         | 488.25    | 6         | 460.55 | 10    |
| 11                | James Connor          | Austrália            | 431.85     | 10         | 457.10    | 11        | 422.35 | 11    |
| 12                | Patrick Hausding      | Alemanha             | 468.25     | 6          | 472.80    | 8         | 67.50  | 12    |
| 13                | Michael Hixon         | Estados Unidos       | 421.70     | 14         | 441.10    | 13        |        |       |
| 14                | César Castro          | Brasil               | 419.30     | 17         | 430.30    | 14        |        |       |
| 15                | Chris Mears           | Reino Unido          | 419.20     | 18         | 422.50    | 15        |        |       |
| 16                | Grant Nel             | Austrália            | 450.30     | 8          | 412.45    | 16        |        |       |
| 17                | Constantin Blaha      | Áustria              | 421.65     | 15         | 407.20    | 17        |        |       |
| 18                | Philippe Gagné        | Canadá               | 421.45     | 16         | 381.00    | 18        |        |       |
| 19                | Stephan Feck          | Alemanha             | 418.30     | 19         |           |           |        |       |
| 20                | Kim Yeong-nam         | Coreia do Sul        | 416.85     | 20         |           |           |        |       |
| 21                | Liam Stone            | Nova Zelândia        | 413.10     | 21         |           |           |        |       |
| 22                | Sho Sakai             | Japão                | 411.10     | 22         |           |           |        |       |
| 23                | Ian Matos             | Brasil               | 403.85     | 23         |           |           |        |       |
| 24                | Ahmad Azman           | Malásia              | 401.25     | 24         |           |           |        |       |
| 25                | Guillaume Dutoit      | Suíça                | 399.45     | 25         |           |           |        |       |
| 26                | Oleg Kolodiy          | Ucrânia              | 392.85     | 26         |           |           |        |       |
| 27                | Ooi Tze Liang         | Malásia              | 391.35     | 27         |           |           |        |       |
| 28                | Jouni Kallunki        | Finlândia            | 391.20     | 28         |           |           |        |       |
| 29                | Yahel Castillo        | México               | 390.35     | 29         |           |           |        |       |
| 30                | Tommaso Rinaldi       | Itália               | 382.10     | 30         |           |           |        |       |
| 31                | Darian Schmidt        | Estados Unidos       | 380.95     | 31         |           |           |        |       |
| 32                | François Imbeau-Dulac | Canadá               | 377.20     | 32         |           |           |        |       |
| 33                | Chola Chanturia       | Geórgia              | 371.30     | 33         |           |           |        |       |
| 34                | Sebastián Morales     | Colômbia             | 364.75     | 34         |           |           |        |       |
| 35                | Michele Benedetti     | Itália               | 364.00     | 35         |           |           |        |       |
| 36                | Andrzej Rzeszutek     | Polónia              | 359.70     | 36         |           |           |        |       |
| 37                | Yona Knight-Wisdom    | Jamaica              | 356.30     | 37         |           |           |        |       |
| 38                | Jesper Tolvers        | Suécia               | 356.10     | 38         |           |           |        |       |
| 39                | Donato Neglia         | Chile                | 354.65     | 39         |           |           |        |       |
| 40                | Diego Carquin         | Chile                | 347.70     | 40         |           |           |        |       |
| 41                | Yauheni Karaliou      | Bielorrússia         | 341.10     | 41         |           |           |        |       |
| 42                | Stefanos Paparounas   | Grécia               | 340.90     | 42         |           |           |        |       |
| 43                | Nicolás García        | Espanha              | 328.55     | 43         |           |           |        |       |
| 44                | Miguel Reyes          | Colômbia             | 326.10     | 44         |           |           |        |       |
| 45                | Alfredo Colmenarez    | Venezuela            | 324.70     | 45         |           |           |        |       |
| 46                | Espen Bergslien       | Noruega              | 321.05     | 46         |           |           |        |       |
| 47                | Mohab El-Kordy        | Egito                | 320.25     | 47         |           |           |        |       |
| 48                | Abdulrahman Abbas     | Kuwait               | 320.05     | 48         |           |           |        |       |
| 49                | Frandiel Gómez        | República Dominicana | 318.60     | 49         |           |           |        |       |
| 50                | Adityo Putra          | Indonésia            | 316.70     | 50         |           |           |        |       |
| 51                | Kacper Lesiak         | Polónia              | 314.55     | 51         |           |           |        |       |
| 52                | Emadeldin Abdellatif  | Egito                | 313.50     | 52         |           |           |        |       |
| 53                | Arturo Valdes         | Cuba                 | 290.95     | 53         |           |           |        |       |
| 54                | Botond Bóta           | Hungria              | 282.05     | 54         |           |           |        |       |
| 55                | Robert Páez           | Venezuela            | 276.35     | 55         |           |           |        |       |
| 56                | Héctor García         | Espanha              | 274.10     | 56         |           |           |        |       |
| 57                | Doston Botirov        | Uzbequistão          | 272.80     | 57         |           |           |        |       |
| 58                | Ian-Soren Cabioch     | Mónaco               | 261.35     | 58         |           |           |        |       |
| 59                | Aleksandre Gujabidze  | Geórgia              | 249.80     | 59         |           |           |        |       |
| 60                | Hasan Qali            | Kuwait               | 237.75     | 60         |           |           |        |       |
| 61                | Tri Anggoro Priambodo | Indonésia            | 219.90     | 61         |           |           |        |       |